# Ethan Laird
Ethan Benjamin Laird (Basingstoke, 2001. augusztus 5. –) angol utánpótlás-válogatott labdarúgó, a Birmingham City játékosa. Posztját tekintve hátvéd.

## Pályafutása

### Klubcsapatokban

#### Manchester United
Laird 2017 júliusában csatlakozott a Manchester Unitedhez, ahol már az első szezonjában felhívta magára a figyelmet az U18-as csapatban. Az akadémiai csapatban való debütálása 2018. március 18-án történt egy Swansea City elleni mérkőzésen. 2018 októberében aláírta első profi szerződését az angol klubbal, de kevesebb, mint két hónappal később sérülést szenvedett egy UEFA Ifjúsági Liga mérkőzésen egy hazai mérkőzésen a  Young Boys ellen, amely sérülés után már csak kétszer lépett pályára a 2018-19-es szezonban.
Laird a 2019–2020-as szezont is a tartalékcsapatban töltötte, és gólt szerzett az EFL Trophy nyitómeccsén a Rotherham United ellen, 2019. augusztus 6-án, azonban újabb sérülést szenvedett egy augusztusi Reading elleni mérkőzésen, amely után két hónapig nem léphetett pályára. Miután visszatért a sérüléséből, bekerült az első csapat, 20 fős utazó keretbe a Partizan elleni  UEFA Európa Liga-mérkőzésén, azonban a 18 fős meccskeretbe nem került be. Miután a United kvalifikálta magát az Európa Liga kieséses szakaszába, Ole Gunnar Solskjær menedzser elvitte a többségében fiatalokból álló csapat tagjaként az angol védőt is Kazahsztánba az Astana elleni, november 28-i idegenbeli mérkőzésére, amely meccsen Laird volt a 3 játékos egyike aki a kazah csapat ellen debütált a felnőtt csapatban, Di'Shon Bernard és Dylan Levitt mellett. Azonban a meccs 2-1-es vereséggel ért véget.

#### MK Dons (kölcsön)
2021. január 8-án Laird kölcsönben csatlakozott a League Oneban szereplő Milton Keynes Dons csapatához, a 2020–2021-es szezon végéig. 2021. január 16-án debütált a League Oneban, a Peterborough United vendégeként elszenvedett 3–0-ás vereség alkalmával.

#### Swansea City (kölcsön)
2021. augusztus 16-án Laird kölcsönbe került a Championshipben szereplő wales-i Swansea City csapatához a 2021–22-es szezonra.

### A válogatottban
Laird Angliában született, azonban jamaikai származású. A fiatal angol védőt 2018-ban behívták  hazai rendezésű U17-es labdarúgó-Európa-bajnokságra utazó U17-es válogatott keretébe. Majd később pályára lépett a U18-as és az U19-es angol válogatottban is.

## Statisztika
Frissítve: 2023. május 8.
| Klub                             | Szezon         | Bajnokság      | Bajnokság | Bajnokság | Kupa | Kupa  | Ligakupa | Ligakupa | Nemzetközi | Nemzetközi | Egyéb | Egyéb | Összes | Összes |
| Klub                             | Szezon         | Osztály        | P.        | Gólok     | P.   | Gólok | P.       | Gólok    | P.         | Gólok      | P.    | Gólok | P.     | Gólok  |
| -------------------------------- | -------------- | -------------- | --------- | --------- | ---- | ----- | -------- | -------- | ---------- | ---------- | ----- | ----- | ------ | ------ |
| Manchester United U21            | 2019–20        | —              | —         | —         | —    | —     | —        | —        | —          | —          | 3     | 1     | 3      | 1      |
| Manchester United U21            | 2020–21        | —              | —         | —         | —    | —     | —        | —        | —          | —          | 1     | 0     | 1      | 0      |
| Manchester United U21            | Összes         | Összes         | —         | —         | —    | —     | —        | —        | —          | —          | 4     | 1     | 4      | 1      |
| Manchester United                | 2019–2020      | Premier League | 0         | 0         | 0    | 0     | 0        | 0        | 2          | 0          | —     | —     | 2      | 0      |
| Manchester United                | 2020–2021      | Premier League | 0         | 0         | 0    | 0     | 0        | 0        | 0          | 0          | —     | —     | 0      | 0      |
| Manchester United                | 2021–2022      | Premier League | 0         | 0         | 0    | 0     | 0        | 0        | 0          | 0          | —     | —     | 0      | 0      |
| Manchester United                | 2022–2023      | Premier League | 0         | 0         | 0    | 0     | 0        | 0        | 0          | 0          | —     | —     | 0      | 0      |
| Manchester United                | Összes         | Összes         | 0         | 0         | 0    | 0     | 0        | 0        | 2          | 0          | —     | —     | 2      | 0      |
| MK Dons (kölcsönben)             | 2020–2021      | League One     | 24        | 0         | 1    | 0     | —        | —        | —          | —          | 0     | 0     | 25     | 0      |
| Swansea City (kölcsönben)        | 2021–2022      | Championship   | 20        | 0         | 0    | 0     | 1        | 0        | —          | —          | —     | —     | 21     | 0      |
| AFC Bournemouth (kölcsönben)     | 2021–2022      | Championship   | 6         | 0         | 0    | 0     | 0        | 0        | —          | —          | —     | —     | 6      | 0      |
| Queens Park Rangers (kölcsönben) | 2022–2023      | Championship   | 32        | 1         | 1    | 0     | 0        | 0        | —          | —          | —     | —     | 33     | 1      |
| Karrier összes                   | Karrier összes | Karrier összes | 82        | 1         | 2    | 0     | 1        | 0        | 2          | 0          | 4     | 1     | 91     | 2      |

## Fordítás
Ez a szócikk részben vagy egészben  az   Ethan Laird című angol Wikipédia-szócikk fordításán alapul.  Az eredeti cikk szerkesztőit annak laptörténete sorolja fel. Ez a jelzés csupán a megfogalmazás eredetét és a szerzői jogokat jelzi, nem szolgál a cikkben szereplő információk forrásmegjelöléseként.

## Külső hivatkozások
- adatlapja a Transfermarkt oldalán (angolul)
- Ethan Laird adatlapja a Soccerway oldalon (angolul)
- Ethan Laird az UEFA adatbázisában (angolul)
- Profilja Manchester United weboldalán (angolul)